# Georges Guétary
Georges Guétary (Alejandría, Egipto; 8 de febrero de 1915 – Mougins, Francia; 13 de septiembre de 1997) fue un cantante de opereta y actor de origen griego, naturalizado francés a comienzos de los años 1950.

## Biografía
Su verdadero nombre era Lámbros Vorlóou, y nació en Alejandría, Egipto, en el seno de una familia con numerosos hermanos y hermanas. Su tío, el célebre concertista Tasso Janopoulo, no tenía hijos, por lo que propuso adoptar al niño. Lámbros emigró entonces a Francia para estudiar comercio internacional. En París descubrieron su voz, todavía imperfecta, pero clara, viva, flexible, capaz de alcanzarlos agudos más frenéticos sin necesidad de esforzarse o gritar, una rara cualidad vocal.
Jacques Thibaud, el violinista con el que formaba equipo su tío, le presentó a la cantante Ninon Vallin, que quedó seducida por Guétary. Ella aceptó darle lecciones, y el cantante debutó en la música de variedades, siendo solista de la orquesta de Jo Bouillon. En 1937 se fijó en él Henri Varna, director del Casino de París, que le confió un papel en la revista de la bella Mistinguett.
Durante la Segunda Guerra Mundial, sin empleo en el mundo del espectáculo, trabajó como maître en un restaurante de Toulouse. Conoció al acordeonista Frédo Gardoni, que le contrató como cantante y le permitió grabar su primer disco con el nombre artístico de Georges Guétary, nombre tomado a partir del pueblo de Guéthary, en el País Vasco francés. Por ese motivo se pensó durante largo tiempo que Lámbros era también vasco, al igual que sus colegas André Dassary, Luis Mariano, Francis López y Rudy Hirigoyen, lo cual era incierto.
Su encuentro con el compositor Francis López fue decisivo. Guétary interpretó las canciones compuestas por López Caballero y Robin des Bois (1943), las cuales llevaron a  los dos artistas al éxito. Tras el final de la guerra, A Honolulu (1945), composición de Francis López, estaba en boca de todos. Georges Guétary rodó entonces su primer film, Le Cavalier noir (1945), en el cual se podían escuchar las canciones de Francis López Cavalier, Avec l'amour, La plus belle y, sobre todo, Chic à Chiquito.
El 5 de enero de 1949, Georges Guétary grabó la canción Maître Pierre con la orquesta de Marius Coste. El tema, compuesto por Henri Betti con letras de Jacques Plante fue un gran éxito, versionada por numerosos cantantes y acordeonistas.
Georges Guétary fue entonces a la conquista del público americano. En 1950 se consagró como mejor cantante de opereta en el circuito de Broadway, en Nueva York, por su interpretación en Arms and the girl. De vuelta a Francia, tuvo el primer papel en las operetas de Francis López Pour Don Carlos (estrenada en el Teatro del Châtelet el 17 de diciembre de 1950) y La Route fleurie (en el ABC el 19 de diciembre de 1952), actuando junto a Bourvil y Annie Cordy. 
Por haberlo oído y visto en escena, Gene Kelly, de paso en París preparando el film Un americano en París, decidió contratarlo. Otra película destacada de Guétary fue Les Aventures de Casanova, de Jean Boyer, estrenada en 1946.
Posteriormente interpretó una serie de operetas de diversos autores, con un éxito desigual: Pacifico (1958), La Polka des lampions (1962), Monsieur Carnaval (1965, con música de Charles Aznavour), Monsieur Pompadour (1971) y Les Aventures de Tom Jones (1974), siendo esta última un fracaso.
También actuó en televisión el 16 de octubre de 1961 en el programa "Si ça vous chante", acompañado por Dick Rivers en una emisión de variedades, en la que cantó con Les Chats sauvages la canción Georges, viens danser le rock. Esta canción había sido compuesta por Jo Moutet y Robert Chabrier, y grabada con la orquesta de Jo Moutet. 
En 1981, Francis López, que veía desaparecer el género de la opereta y quería revitalizarlo, dio a Georges Guétary una nueva opereta, Aventure à Monte-Carlo, que obtuvo un honorable éxito. Tras dicho reencuentro, Guétary interpretó las últimas composiciones de López, pero sin obtener los resultados de los primeros años: L'Amour à Tahiti (1983), Carnaval aux Caraïbes (1985) y Le Roi du Pacifique (1986), además de Hourra Papa, de Jo Moutet (1984).
Georges Guétary falleció a causa de un infarto agudo de miocardio el 13 de septiembre de 1997 en una clínica de Mougins, Francia. Sus restos fueron incinerados y enterrados en el Cementerio del Grand Jas, en Cannes. Guétary tuvo dos hijos, Hélène y François, nacidos de su matrimonio con Janine Guyon.

## Operetas
- 1942 : La Course à l'amour, de Guy Lafarge
- 1950 : Pour Don Carlos, música de Francis Lopez, libreto de André Mouëzy-Éon, canciones de Raymond Vincy a partir de Pierre Benoit, escenografía de Maurice Lehmann, Teatro del Châtelet
- 1952 : La Route fleurie, de Raymond Vincy, música de Francis Lopez, escenografía de Max Révol, Théâtre des Célestins, Théâtre de l'ABC
- 1958 : Pacifico, de Paul Nivoix, música de Jo Moutet, escenografía de Max Révol, Teatro de la Porte Saint-Martin
- 1961 : La Polka des lampions, libreto de Marcel Achard, música de Gérard Calvi, escenografía de Maurice Lehmann, Teatro del Chatelet
- 1965 : Monsieur Carnaval, libreto de Frédéric Dard, música de Charles Aznavour y Mario Bua, escenografía de Maurice Lehmann, Teatro del Châtelet
- 1971 : Monsieur Pompadour, de Françoise Dorin, másica de Claude Bolling, escenografía de Jacques Charon, Teatro Mogador
- 1974 : Les Aventures de Tom Jones, de Jean Marsan y Jacques Debronckart a partir de Henry Fielding, escenografía de René Clermont, Théâtre de Paris
- 1981 : Aventure à Monte-Carlo, de Francis Lopez
- 1983 : L'Amour à Tahiti, de Francis Lopez
- 1984 : Hourra papa, de Jo Moutet
- 1985 : Carnaval aux Caraïbes, de Francis Lopez
- 1986 : Le Roi du Pacifique, de Francis Lopez

## Filmografía
- 1938 : Quand le cœur chante, de Bernard Roland
- 1940 : Monsieur Hector, de Maurice Cammage
- 1942 : La Femme perdue, de Jean Choux
- 1942 : L'Inévitable Monsieur Dubois, de Pierre Billon
- 1943 : Moulins d'hier et d'aujourd'hui, de Serge Griboff
- 1945 : Le Cavalier noir, de Gilles Grangier
- 1945 : Trente et quarante, de Gilles Grangier
- 1946 : Les Aventures de Casanova, de Jean Boyer
- 1948 : Jo la Romance, de Gilles Grangier
- 1949 : Amour et Compagnie, de Gilles Grangier
- 1951 : Un americano en París, de Vincente Minnelli
- 1951 : Paris chante toujours, de Pierre Montazel
- 1951 : Une fille sur la route, de Jean Stelli
- 1952 : Plume au vent, de Louis Cuny y Ramón Torrado
- 1953 : Saluti e baci, de Maurice Labro y Giorgio Simonelli
- 1953 : A vos ordres Ernestine, de Marc Maillaraky
- 1954 : Baron Tzigane, de Arthur Maria Rabenalt
- 1955 : Die drei von der Tankstelle, de Hans Wolff y Willi Forst
- 1956 : Une nuit aux Baléares, de Paul Mesnier
- 1956 : Vergiss wenn Du Kannst, de Hans H. König
- 1957 : Liebe ist ja nur ein Märchen, de Arthur Maria Rabenalt
- 1957 : C'est arrivé à 36 chandelles, de Henri Diamant-Berger
- 1995 : Somnia ou le voyage en Hypnopompia, de Hélène Guétary

## Libros
- Georges Guétary, de Georges Guétary, Montreal, Héritage, 1978.
- Les hasards fabuleux, de Georges Guétary, prólogo de Frédéric Dard, París, Éditions de la Table ronde, 1981.